# Operazione Fortitude

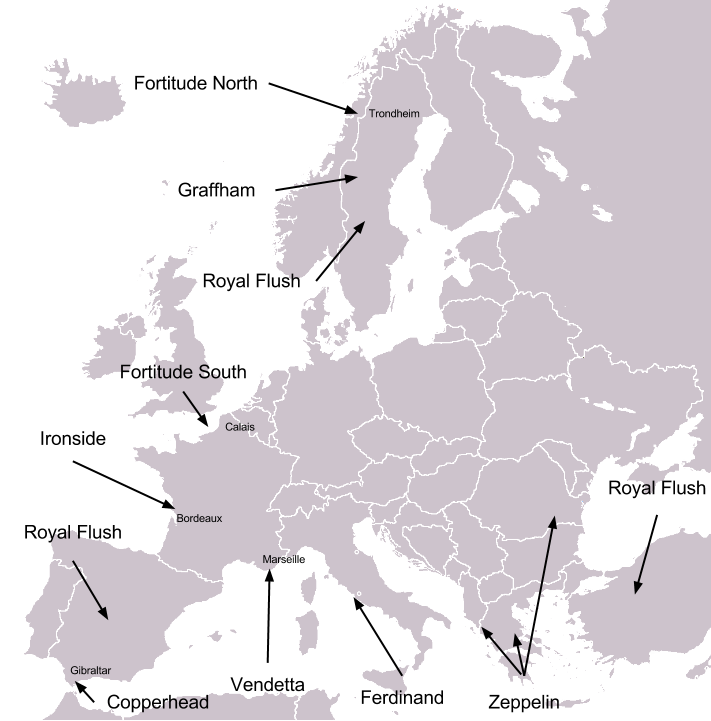
Piani subordinati all'Operazione Bodyguard: si nota l'esistenza di due operazioni Fortitude, una a Nord (con epicentro la Norvegia) e una a Sud (a Calais, la più famosa)

Operazione Fortitude fu il nome collettivo dato dalle forze Alleate a una serie di operazioni di depistaggio svolte prima e durante lo sbarco in Normandia nella seconda guerra mondiale. Queste facevano parte anche del piano generale di depistaggio per il 1944, chiamato operazione Bodyguard. Fortitude aveva due forme: Fortitude Nord (poi operazione Skye), che aveva lo scopo di instillare in Hitler e nei suoi generali il timore di uno sbarco anfibio in Norvegia, e Fortitude Sud, che tentava di raggirare l'alto comando tedesco facendogli credere che gli sbarchi avrebbero avuto luogo sul passo di Calais, piuttosto che sulle spiagge della Normandia.

## Descrizione
Le operazioni di depistaggio di Fortitude Sud erano molteplici e attentamente congegnate. Queste variavano dalla costruzione di finti aeroporti con aeroplani di cartapesta nell'Inghilterra dell'Est alle false comunicazioni radio lungo la costa meridionale dell'Inghilterra che simulavano movimenti di armate fasulle. In quel periodo i tedeschi avevano in Inghilterra circa 50 agenti segreti, ma vennero tutti catturati grazie al lavoro della divisione B dell'MI5 e molti di questi divennero agenti doppiogiochisti al servizio degli Alleati.
Questi agenti segreti doppi inviavano all'intelligence tedesca messaggi falsi e fuorvianti, uno dei più famosi fra di loro fu Garbo. Gli inglesi, per mantenere credibili agli occhi dei tedeschi questi agenti, li inviavano a fare attentati in edifici pubblici vuoti per dimostrare le loro "attività". Nell'operazione Quicksilver gli alleati crearono un intero esercito finto. Il FUSAG, il First United States Army Group, era in gran parte finto con l'eccezione del comandante, il generale George Patton, alcune unità token (cioè rappresentate da un minimo numero di personale) e l'intera sezione di trasmissioni che generava un fittizio traffico di comunicazioni radio tra unità inesistenti. Venti divisioni, raggruppate nella Fourteenth United States Army, due corpi d'armata, una divisione corazzata, cinque divisioni aviotrasportate e quattordici divisioni di fanteria, vennero fatte credere operative, supportate da carri armati gonfiabili, mezzi da sbarco gonfiabili, cannoni antiaerei e aerei leggeri da osservazione anch'essi gonfiabili.
Per esse vennero inventate delle insegne da spalla, che subito alcuni imprenditori (anch'essi all'oscuro dell'inganno) provvidero a riprodurre nella speranza di un consistente acquisto da parte delle forze armate, acquisto che venne immediatamente effettuato per aggiungere un nuovo realismo alla cosa e utilizzate da reparti fantasma che si muovevano tra porti, infrastrutture, basi militari. A questa "forza" si aggiungevano una divisione aviotrasportata e nove di fanteria che erano state formalmente attivate ma non ancora formate (in realtà gli Stati Uniti ne avevano parecchie in questo stato ancora in patria e la cosa era di per sé credibile), e quindi il FUSAG veniva a contare su un totale di 30 divisioni potenziali. Una centrale logistica con serbatoi di carburante, condotte di distribuzione e magazzini venne inscenata da esperti scenografi cinematografici.
Patton era impopolare presso l'alto comando alleato ma era considerato, anche dai tedeschi, uno dei maggiori esperti di guerra con carri armati, facendo così sembrare il FUSAG una temibile minaccia. Il FUSAG venne concentrato nella parte di costa più a nord, in modo che l'intelligence tedesca deducesse che il nucleo centrale della forza di invasione fosse dinanzi a Calais, il punto della costa francese più vicino a quella inglese e quindi il più adatto e prevedibile per uno sbarco. Gli Alleati furono in grado di valutare facilmente i risultati prodotti dalla loro opera di depistaggio. A questa operazione si aggiunse Quicksilver II, mirata a generare il traffico radio fittizio che doveva rappresentare il centro trasmissioni di un comando di armata, riuscendo a far sì che ogni apparato radio trasmettesse fino a sei canali differenti; un esperto radiotecnico, il Second Lieutenant Richard Kolk, addestrò alcuni operatori in modo che acquisissero una particolare cadenza in trasmissione, potendo essere così riconosciuti agevolmente dagli intercettatori tedeschi e abbinati alla loro "unità", e nel traffico radio vennero inseriti alcuni particolari, come ad esempio messaggi di vita quotidiana in chiaro, come "Il cane del generale è di nuovo malato", riferito al cane di Patton, a confermare la sua presenza nell'area.
Il sistema di spionaggio Ultra, che era riuscito a decifrare i messaggi crittografati tedeschi come ad esempio quelli della macchina Enigma, riusciva a fornire indicazioni circa l'effetto che sortivano presso l'alto comando tedesco le loro operazioni. Essi mantennero la finzione del FUSAG e di altre forze minaccianti il passo di Calais per un tempo considerevole dopo il D-Day, fin quasi al settembre 1944. Ciò fu vitale per il successo del piano alleato perché forzò i tedeschi a mantenere molte delle loro forze di riserva bloccate ad aspettare un attacco a Calais che non arrivò mai, permettendo quindi agli Alleati di costruire e mantenere la loro testa di ponte per l'avanzata in Normandia.